# Ian Turner
Ian Turner   (Oakland, 11 de maig de 1925 - Oakland, 11 d'octubre de 2010) fou un remer estatunidenc que va competir durant les dècades de 1940 i 1950. Era germà del també remer David Turner.
El 1948 va prendre part en els Jocs Olímpics de Londres, on guanyà la medalla d'or en la prova del vuit amb timoner del programa de rem.